# محمد رشدي باشا
محمد رشدي باشا (بالتركية: Mütercim Mehmed Rüşdi Paşa)‏ كان الصدر الأعظم للدولة العثمانية في الفترة ما بين 24 ديسمبر 1859 حتى 27 مايو 1860. تُوفي في 1882 بمدينة مانيسا. 